# Mechanika macierzowa
Mechanika macierzowa – sformułowanie mechaniki kwantowej stworzone przez Wernera Heisenberga, Maxa Borna i Pascuala Jordana w 1925.
Mechanika macierzowa była pierwszym pełnym i spójnym opisem mechaniki kwantowej. To rozszerzenie Modelu Bohra, opisujące, jak zachodzą skoki kwantowe. Opis dokonuje się poprzez interpretację właściwości fizycznych cząstek jako ewoluujących w czasie macierzy. Jest to odpowiednik mechaniki falowej Schrödingera i jest podstawą notacji Diraca dla funkcji falowej.
W przeciwieństwie do mechaniki falowej, mechanika macierzowa daje widma operatorów energii w sposób czysto algebraiczny. Bazując na tej metodzie, Pauli w 1926, jeszcze przed powstaniem mechaniki falowej, wyprowadził widmo wodoru.

## Rozwój mechaniki macierzowej
W 1925 Werner Heisenberg, Max Born i Pascual Jordan sformułowali macierzową reprezentację mechaniki kwantowej.

### Objawienie na wyspie Helgoland
W 1925 Werner Heisenberg pracował w Getyndze nad problemem obliczania linii widmowych wodoru. W maju tego roku podjął próby opisania układów atomowych wyłącznie przy pomocy obserwabli. Siódmego maja, by uciec przed efektami silnego kataru siennego, Heisenberg udał się na pozbawioną pyłków wyspę Helgoland na Morzu Północnym. Tam, pomiędzy wspinaniem się a uczeniem się na pamięć poematów Goethego, kontynuował rozważania na temat widm, w trakcie czego uświadomił sobie, że problem mogą rozwiązać obserwable nieprzemienne. Napisał później:

Było to około trzeciej nad ranem, gdy leżały przede mną wyniki obliczeń. Z początku byłem głęboko wstrząśnięty. Byłem tak podekscytowany, że nie mogłem myśleć o spaniu. Opuściłem więc dom i czekałem na wschód na szczycie skały.

### Trzy fundamentalne publikacje
Gdy Heisenberg powrócił do Getyngi, pokazał swoje obliczenia Wolfgangowi Pauliemu, dodając w jednym miejscu komentarz:

Wszystko to jest jeszcze dla mnie niejasne, ale wygląda na to, że elektrony nie poruszają się po orbitach.

9 maja Heisenberg dał tę samą pracę ze swoimi obliczeniami Maksowi Bornowi, pozostawiając go, aby ją przeanalizował.
W swojej pracy Heisenberg sformułował teorię kwantową bez wyraźnych orbit elektronowych. Wcześniej Hendrik Kramers policzył względne intensywności linii widmowych w modelu Sommerfelda, interpretując współczynniki Fouriera dla orbit jako intensywności. Jednak, podobnie jak inne obliczenia dla wczesnej teorii kwantowej, były one poprawne tylko dla dużych orbit.
Heisenberg, po współpracy z Kramerem, zaczął rozumieć, że przejścia prawdopodobieństw nie są całkiem klasycznymi wielkościami, ponieważ jedynymi częstotliwościami, obserwowanymi w szeregach Fouriera, powinny być te obserwowane w przeskokach kwantowych, nie te fikcyjne, pochodzące z analizy fourierowskiej ostrych, klasycznych orbit. Zastąpił klasyczne szeregi Fouriera współczynnikami macierzy, mętnymi kwantowymi analogiami szeregów Fouriera. Z klasycznego punktu widzenia, współczynniki Fouriera odpowiadają intensywności emitowanego promieniowania, więc w mechanice kwantowej to wielkość elementów macierzy operatora położenia odpowiada jasności linii emisyjnych widma.
Wielkościami w sformułowaniu Heisenberga były klasyczne położenie i pęd, lecz nie były one już jednoznacznie zdefiniowane. Każda wielkość była reprezentowana przez zbiór współczynników Fouriera z dwoma indeksami, odpowiadającymi stanowi początkowemu oraz końcowemu. Kiedy Born przeczytał pracę Heisenberga, rozpoznał, że zawarte w niej formuły można przetranskrybować i rozszerzyć na systematyczny język macierzy, którego nauczył się podczas studiów u Jacoba Rosanesa na Uniwersytecie Wrocławskim. Z pomocą swojego asystenta i studenta Pascuala Jordana, natychmiast rozpoczął transkrypcję oraz rozszerzanie, a swoje wyniki przedłożyli do publikacji. Ich praca została złożona w zaledwie w 60 dni po pracy Heisenberga. Następna praca została przedłożona przed końcem roku przez wszystkich trzech autorów. (Krótki przegląd roli Borna w rozwoju kwantowej mechaniki macierzowej, wraz z dyskusją o kluczowych formułach, włącznie z nieprzemiennością amplitud prawdopodobieństwa można znaleźć w artykule Jeremiego Bernsteina. Dokładny opis historyczny i techniczny znajduje się w książce Mehra i Rechenberga The Historical Development of Quantum Theory. Volume 3. The Formulation of Matrix Mechanics and Its Modifications 1925–1926.)
Dotąd w fizyce macierze były rzadko używane. Uważano je za domenę czystej matematyki. Gustav Mie użył ich w publikacji na temat elektromagnetyzmu w 1912, a Born w swojej pracy na temat siatkowej budowy kryształów w 1921. Choć wykorzystali oni macierze, ich algebra, zawierająca mnożenie, pojawiła się dopiero w macierzowym sformułowaniu mechaniki kwantowej. Jednak Born uczył się algebry macierzy od Rosanesa, lecz również teorii równań całkowych Hilberta, oraz form kwadratowych dla nieskończonej ilości zmiennych, co było widoczne w cytowaniu przez Borna pracy Hilberta Grundzüge einer allgemeinen Theorie der Linearen Integralgleichungen, wydanej w 1912. Również Jordan był dobrze przygotowany zadania. Przez lata był asystentem Richarda Couranta w Getyndze, podczas przygotowywania przez Couranta i Hilberta książki Methoden der mathematischen Physik I, opublikowanej w 1924. Szczęśliwym zrządzeniem losu, książka ta zawierała wiele narzędzi matematycznych, potrzebnych do dalszego rozwoju mechaniki kwantowej.
W 1926 John von Neumann stał się asystentem Davida Hilberta, i użył terminu przestrzeń Hilberta do opisania algebry oraz analizy, której następnie użyto w rozwoju mechaniki kwantowej.

### Rozumowanie Heisenberga
Przed mechaniką macierzową, we wczesnej teorii kwantowej ruch cząstki opisywano przy pomocy klasycznej orbity, z dobrze zdefiniowanym położeniem {\displaystyle X(t)} i pędem {\displaystyle Q(t),} z zastrzeżeniem, że całka pędu po czasie {\displaystyle T} razy prędkość musi być dodatnią liczbą całkowitą pomnożoną przez stałą Plancka
{\displaystyle \int _{0}^{T}P\;dX=nh.}
Chociaż ograniczenie to poprawnie reprezentowało orbity z bardziej lub mniej poprawną energią {\displaystyle E_{n},} formalizm wczesnej mechaniki kwantowej nie opisywał zależnych od czasu procesów, jak emisja czy absorpcja promieniowania.
Gdy klasyczna cząstka słabo oddziałuje z polem promieniowania, i tłumienie promieniowania można pominąć, będzie ona emitować promieniowanie według wzorca powtarzającego się co każdy okres orbity. Częstotliwość fal wychodzących jest liczbą całkowitą mnożoną przez częstotliwość orbitalną i jest odbiciem faktu, że {\displaystyle X(t)} jest okresowa, więc jej szereg Fouriera posiada jedynie częstotliwości {\displaystyle 2\pi n/T.}
{\displaystyle X(t)=\sum _{n=-\infty }^{\infty }e^{2\pi int/T}X_{n}.}
Współczynniki {\displaystyle X_{n}} są liczbami zespolonymi. Te z ujemnymi częstotliwościami muszą być sprzężone z tymi o dodatnich częstotliwościach, zatem {\displaystyle X(t)} zawsze będzie dodatnie,
{\displaystyle X_{n}=X_{-n}^{*}.}
Z kolei kwantowa cząstka mechaniczna nie może emitować promieniowania w sposób ciągły, lecz tylko emitować fotony. Zakładając, że cząstka kwantowa zaczyna od orbity numer {\displaystyle n,} emituje foton, wówczas ląduje na orbicie numer {\displaystyle m,} a energia fotonu wynosi {\displaystyle E_{n}-E_{m},} co oznacza, że jego częstotliwość wynosi {\displaystyle (E_{n}-E_{m})/h.}
Dla dużych {\displaystyle n} i {\displaystyle m,} ale względnie małej ich różnicy, są to klasyczne częstotliwości zasady odpowiedniości Bohra
{\displaystyle E_{n}-E_{m}\approx h(n-m)/T.}
W powyższym wzorze {\displaystyle T} jest klasycznym okresem zarówno orbity {\displaystyle n,} jak i {\displaystyle m,} jako że różnica między nimi jest wyższego rzędu w {\displaystyle h.} Ale dla małych {\displaystyle n} i {\displaystyle m,} lub dla dużej różnicy między nimi, częstotliwości nie są całkowitymi wielokrotnościami żadnej pojedynczej częstotliwości.
Ponieważ częstotliwości emisji cząstek są takie same, jak częstotliwości w fourierowskim opisie ruchu, sugeruje to, że coś wewnątrz zależnego od czasu opisu cząstki oscyluje z częstotliwością {\displaystyle (E_{n}-E_{m})/h.} Heisenberg nazwał to {\displaystyle X_{nm}} i zasugerował, że w klasycznym limicie powinno się to redukować do klasycznych współczynników Fouriera. Dla dużych {\displaystyle n} oraz {\displaystyle m,} ale małego {\displaystyle m-n,} {\displaystyle X_{nm}} jest współczynnikiem Fouriera {\displaystyle (E_{n}-E_{m})/h} dla klasycznego ruchu po orbicie {\displaystyle n.} Ponieważ {\displaystyle X_{nm}} posiada przeciwną częstotliwość do {\displaystyle X_{mn},} warunek realności {\displaystyle X} można zapisać
{\displaystyle X_{nm}=X_{mn}^{*}.}
Z definicji, tylko {\displaystyle X_{nm}} posiada częstotliwość {\displaystyle (E_{n}-E_{m})/h,} więc jego ewolucja w czasie jest prosta:
{\displaystyle X_{nm}(t)=e^{2\pi i(E_{n}-E_{m})t/h}X_{nm}(0).}
Jest to oryginalny zapis równania ruchu Heisenberga.
Mając dwie tablice {\displaystyle X_{nm}} i {\displaystyle P_{nm},} opisujące dwie wielkości fizyczne, Heisenberg mógł sformułować nową tablicę tego samego typu, łącząc {\displaystyle X_{nk}P_{km},} co również oscyluje z właściwą częstotliwością. Ponieważ szereg Fouriera iloczynu tych dwóch wielkości jest splotem każdego z osobna współczynnika Fouriera, odpowiedniość tych tablic powinna być mnożona,
{\displaystyle (XP)_{mn}=\sum _{k=0}^{\infty }X_{mk}P_{kn}.}
Born wskazał, że jest to prawo mnożenia macierzy, zatem pozycja, pęd, energia i wszystkie obserwowalne wielkości teorii, są interpretowane jako macierze. Zgodnie z tą zasadą mnożenia, wyniki zależą od kolejności: {\displaystyle XP} nie jest równe {\displaystyle PX.}
Macierz {\displaystyle X} jest kompletnym opisem ruchu kwantowej cząstki mechanicznej. Ponieważ częstotliwości w ruchu kwantowym nie są wielokrotnościami tej samej częstotliwości bazowej, elementy macierzy nie mogą być interpretowane jako współczynniki Fouriera wyraźnych, klasycznych trajektorii. Niemniej jednak, jako macierze, {\displaystyle X(t)} i {\displaystyle P(t)} spełniają klasyczne równanie ruchu – zobacz też teorię Ehrenfesta, poniżej.

### Podstawy macierzowe
Po wprowadzeniu przez Wernera Heisenberga, Maksa Borna i Pascuala Jordana w 1925 roku mechanika macierzowa nie została zaakceptowana natychmiast i z początku była źródłem kontrowersji. Wprowadzona później przez Schrödingera mechanika falowa była znacznie lepiej przyjęta.
Jednym z powodów był niecodzienny jak na owe czasy język matematyczny, podczas gdy sformułowanie Schrödingera opierało się na znanych równaniach falowych. Istniał też jednak głębszy powód, socjologiczny. Mechanika kwantowa rozwijała się dwiema drogami – jedną pod kierunkiem Einsteina oraz drugą, pod kierunkiem Bohra. Einstein podkreślał dualizm korpuskularno-falowy, podczas gdy Bohr – dyskretne stany energii i skoki kwantowe. De Broglie pokazał, jak odtworzyć dyskretne stany energetyczne w ujęciu Einsteina. Według niego, warunek stanu kwantowego jest warunkiem fali stojącej, a to dało nadzieję osobom ze szkoły Einsteina, że wszystkie dyskretne aspekty mechaniki kwantowej mogą być włączone do ciągłej mechaniki falowej.
Z kolei mechanika macierzowa pochodziła ze szkoły Bohra, która koncentrowała się na dyskretnych stanach energii oraz skokach kwantowych. Następcy Bohra nie doceniali modeli fizycznych, traktujących elektron jako falę, lub jako cokolwiek innego. Preferowali skupianie się na wielkościach bezpośrednio związanych z eksperymentami.
W fizyce atomowej, spektroskopia daje dane obserwacyjne, dotyczące przejść atomowych wynikających z oddziaływań atomów z kwantami światła. Według szkoły Bohra, w teorii pojawiać się miały tylko te wartości, które były z zasady mierzalne spektroskopowo. Wielkości te obejmowały poziomy energetyczne oraz ich intensywności, lecz nie obejmowały dokładnych lokalizacji na orbitach Bohra. Bardzo trudno wyobrazić sobie eksperyment, mogący określić, czy elektron w stanie podstawowym w atomie wodoru znajduje się po prawej bądź po lewej od jądra. Panowało głębokie przekonanie, że kwestie takie nie mają odpowiedzi.
Mechanika macierzowa powstała na założeniu, że obserwable są reprezentowane przez macierze, których elementy indeksowane są przez dwa różne poziomy energii. Zbiór wartości własnych macierzy można rozumieć jako zbiór możliwych wartości, jakie mogą posiadać obserwable. Ponieważ macierze Heisenberga są hermitowskie, wartości własne są rzeczywiste.
Jeśli ma miejsce pomiar obserwabli, a rezultatem jest konkretna wartość własna, odpowiadający wektor własny jest stanem układu bezpośrednio po pomiarze. Akt pomiaru w mechanice macierzowej „zapada” stan układu. Jeżeli mierzymy naraz dwie obserwable, stan układu zapada się do wspólnego wektora własnego dwóch obserwabli. Ponieważ większość macierzy nie posiada żadnych wspólnych wektorów własnych, większość obserwabli nie może być precyzyjnie zmierzona w tym samym czasie. Jest to tak zwana zasada nieoznaczoności.
Jeżeli dwie macierze dzielą swoje wartości własne, mogą być jednocześnie diagonalizowane. Gdy obie są diagonalne, jasne jest, że ich iloczyn nie zależy od ich rzędu, ponieważ mnożenie macierzy diagonalnych jest po prostu mnożeniem liczb. Dla kontrastu, zasada nieoznaczoności jest wyrażeniem faktu, że macierze {\displaystyle A} i {\displaystyle B} nie zawsze komutują, czyli, że {\displaystyle AB-BA} niekoniecznie będzie równe zero. Fundamentalna zasada komutacyjna mechaniki macierzowej,
{\displaystyle \sum _{k}(X_{nk}P_{km}-P_{nk}X_{km})={\frac {ih}{2\pi }}\delta _{nm}}
implikowała, że nie ma stanów o jednocześnie zdefiniowanym położeniu i pędzie.
Zasada nieoznaczoności stosuje się również do wielu innych par obserwabli. Na przykład pozycja nie komutuje się z energią, zatem nie można dokładnie zmierzyć zarówno pozycji, jak i energii w atomie.

## Rozwój matematyczny
Gdy tylko Heisenberg wprowadził macierze dla X i P, mógł w szczególnych przypadkach znaleźć jej elementy dzięki zgadywaniu, korzystając z zasady odpowiedniości. Ponieważ elementy macierzy są kwantowymi odpowiednikami współczynników Fouriera dla klasycznych orbit, najprostszym przypadkiem jest oscylator harmoniczny, w którym klasyczne położenie oraz pęd są sinusoidalne.

### Oscylator harmoniczny
W jednostkach, w których masa i częstotliwość oscylatora są równe jedynce, energia oscylatora wynosi
{\displaystyle H={\frac {1}{2}}(P^{2}+X^{2}).}
Na poziomicy {\displaystyle H} znajdują się orbity, będące zagnieżdżonymi kółkami. Klasyczna orbita z energią {\displaystyle E} wynosi
{\displaystyle X(t)={\sqrt {2E}}\cos(t),\qquad P(t)={\sqrt {2E}}\sin(t).}
Wczesna teoria kwantowa wymagała, żeby cała {\displaystyle P\ dX} po orbicie, która jest obszarem kołowym w przestrzeni fazowej, musi być liczbą całkowitą, pomnożoną przez stałą Plancka. Powierzchnia koła o promieniu {\displaystyle {\sqrt {2E}}} wynosi {\displaystyle 2\pi E.} Zatem
{\displaystyle E={\frac {nh}{2\pi }},}
lub też w jednostkach naturalnych, gdzie {\displaystyle \hbar =1} energia jest liczbą całkowitą.
Komponenty fourierowskie {\displaystyle X(t)} oraz {\displaystyle P(t)} są proste, tym bardziej, jeśli są kombinowane do wielkości
{\displaystyle A(t)=X(t)+iP(t)={\sqrt {2E}}\,e^{it},\quad A^{\dagger }(t)=X(t)-iP(t)={\sqrt {2E}}\,e^{-it}.}
Zarówno {\displaystyle A,} jak i {\displaystyle A^{\dagger }} mają tylko pojedynczą częstotliwość, a {\displaystyle X} i {\displaystyle P} mogą być odzyskane ze swojej sumy i różnicy.
Ponieważ {\displaystyle A(t)} posiada klasyczną serię Fouriera tylko z najniższą częstotliwością, a element macierzy {\displaystyle A_{mn}} jest {\displaystyle (m-n)}-tym współczynnikiem Fouriera dla klasycznej orbity, macierz dla {\displaystyle A} jest niezerowa tylko na linii tuż nad przekątną, gdzie jest równa {\displaystyle {\sqrt {2E_{n}}}.} Macierz {\displaystyle A^{\dagger }} jest podobnie niezerowa tylko na linii poniżej przekątnej, z tymi samymi elementami. Dla {\displaystyle A} i {\displaystyle A^{\dagger }} rekonstrukcja daje
{\displaystyle {\sqrt {2}}X(0)={\sqrt {\frac {h}{2\pi }}}\;{\begin{bmatrix}0&{\sqrt {1}}&0&0&0&\dots \\{\sqrt {1}}&0&{\sqrt {2}}&0&0&\dots \\0&{\sqrt {2}}&0&{\sqrt {3}}&0&\dots \\0&0&{\sqrt {3}}&0&{\sqrt {4}}&\dots \\\vdots &\vdots &\vdots &\vdots &\vdots &\ddots \end{bmatrix}},}
oraz
{\displaystyle {\sqrt {2}}P(0)={\sqrt {\frac {h}{2\pi }}}\;{\begin{bmatrix}0&i{\sqrt {1}}&0&0&0&\dots \\-i{\sqrt {1}}&0&i{\sqrt {2}}&0&0&\dots \\0&-i{\sqrt {2}}&0&i{\sqrt {3}}&0&\dots \\0&0&-i{\sqrt {3}}&0&i{\sqrt {4}}&\dots \\\vdots &\vdots &\vdots &\vdots &\vdots &\ddots \end{bmatrix}},}
które, z dokładnością do wybranych jednostek, są macierzami Heisenberga dla oscylatora harmonicznego. Zauważmy, że obie macierze są hermitowskie, jako że są skonstruowane ze współczynników Fouriera dla wartości rzeczywistych. Odnajdywanie {\displaystyle X(t)} i {\displaystyle P(t)} jest proste, gdyż są to kwantowe współczynniki, więc prosto ewoluują w czasie,
{\displaystyle X_{mn}(t)=X_{mn}(0)e^{i(E_{m}-E_{n})t},\quad P_{mn}(t)=P_{mn}(0)e^{i(E_{m}-E_{n})t}.}
Iloczyn macierzy {\displaystyle X} i {\displaystyle P} nie jest hermitowski, lecz posiada część rzeczywistą, jak i urojoną. Częścią rzeczywistą jest w jednej połowie symetrycznym wyrażeniem {\displaystyle XP+PX,} zaś część urojona jest proporcjonalna do komutatora
{\displaystyle [X,P]=(XP-PX).}
Łatwo jawnie wykazać, że {\displaystyle XP-PX,} w przypadku oscylatora harmonicznego, wynosi {\displaystyle i\hbar } mnożone przez macierz jednostkową.
Można również łatwo sprawdzić, że macierz
{\displaystyle H={\frac {1}{2}}(X^{2}+P^{2})}
jest macierzą diagonalną z wartością własną {\displaystyle E_{i}.}